# Danny Ulman
Daniel Ulman, más conocido como Danny Ulman (Opava, República Checa, 28 de noviembre de 1979), es un cantante de música dancepopHouse. Danny alcanzó el éxito en 2009 con su tema musical Shine, producido por el DJ Luis López. 

## Infancia y juventud
Daniel Ulman nació en la ciudad Opava de la República Checa, donde vivió con sus padres Tatiana y Miroslav Ulman y creciendo al lado de sus hermanos Linda y Mirek. Al terminar los estudios y la mili (en aquel tiempo obligatorio) en el año 2000, llegó a España en busca de oportunidades. El primer año dedicó a aprender el idioma y desarrollar sus cualidades como bailarín además de comenzar con clases de canto para poder ejercer la profesión de cantante.

## Carrera y Éxitos
Después de sacar su maxi-single con la canción I wanna be yours y Acercate con la que actuó en varias galas, presentó sus propios trabajos a la productora de Music Hit Factory que apostó por el proyecto junto a Fran Cumi y formaron el grupo Broken Hearts, con el que salieron en el "Disco Estrella" de Vale Music con la canción “Me vuelve loco” en 2008 y "Wake Up" en 2009.

## Shine
En 2009 Danny Ulman (Daniel Ulman) regresa con una nueva producción de cara al buen tiempo, "Shine". En este caso, con el DJ Luis López y con el productor valenciano Kike Bronchal. L a canción llegó ser el número uno en World dance music de 40 principales y Maxima fm. El tema tiene todo lo necesario para convertirse en uno de lo más escuchados. Los remixes son de Kike Bronchal y del madrileño Julian The Angel. La "Summer Mix", ha sido diseñada como su nombre indica para disfrutar del sol.

## Colaboración musical
El vocalista conocido internacionalmente como Danny Ulman colabora con total éxito con destacados productores de la música del momento:

### En el año 2008
- Only One
- I wanna be yours
- Acercate

### En el año 2009
- Me vuelves loco, de Broken hearts

- Shine de Luis López
- Wake up, de Broken hearts
- Are You Ready, de Slevin.

### En el año 2011
- Mae West, de Owen Breeze
- Freedom
- La Bamba, de Dionissimo.
- Pro We Dance, de White Coffee
- Electro Babylon, de Freddy VH.
- Imagine, de Alex Guerrero y Álex Ortiz.
- Me pones, de Don Teco.
- This Night, de Deep Josh; Budik y Ross.

- Feel
- Tell Me Why, de José Delgado.
- One night, de Roke dj.

### En el año 2013
- Tell Me Why, de José Delgado.
- Hold back the tears, de Frank Cherryman.
- Love Forever, de DJ Valdi y Juan Martínez

### En el año 2014
- Why Can't You See, de Robi Dubplate y Vir-T Rodríguez
- No one else in the world, de dj L.A.M.C.
- Siento frío
- Dame una noche más
- My love

C

## La Bamba
Años después Danny Ulman volvió a la escena musical con su tema "La Bamba". El sencillo fue un éxito, junto con el productor Dionissimo han logrado una mezcla que hizo hacer bailar en las pistas de baile y sonar a diario en el programa televisivo Tonterías Las Justas. El tema La Bamba salió oficialmente en el recopilatorio musical Tonterías las justas vol. 3.
| Danny Ulman | Vocalista | Artista | 2007 | I wanna be yours | Danny Ulman | 2008 | Acércate | 2009 | Me vuelve loco | Broken Hearts | Shine | 2010 |

- Datos: Q5798997